# 莫纳斯泰罗洛卡索托
莫纳斯泰罗洛卡索托（義大利語：Monasterolo Casotto），是意大利库内奥省的一个市镇。总面积7平方公里，人口113人，人口密度16.1人/平方公里（2009年）。ISTAT代码为004127。